# Unidade de Controle Multiponto
Uma Unidade de Controle Multiponto (MCU, Multipoint Control Unit, em inglês) é um dispositivo normalmente utilizado para conectar diversos pontos de videoconferência.
O Multiponto Control Unit é um ponto de convergência em uma rede local(Lan) que fornece a capacidade para 3 ou mais terminais de videoconferência e gateways de participar de uma conferência multiponto.

## Fabricantes
- Tandberg/Codian
- TrueConf
- Emblaze-VCON
- Polycom
- Radvision Ltd.
- lifesize
- OpenMCU - Uma alternativa OpenSource para MCU,[1] parte do projeto OpenH323
- Avistar Software MCU